# Sarzana
Sarzana és un municipi italià, situat a la regió de la Ligúria i a la província de La Spezia. L'any 2006 tenia 20.956 habitants.